# Filip Helander
Filip Helander (Malmö, 22 de abril de 1993) é um futebolista sueco que atua como zagueiro. Atualmente está no Omonia.

## Carreira
Filip Helander começou a carreira no Malmö.

## Títulos
Malmö
- Allsvenskan: 2013 e 2014

Suécia
- Campeonato Europeu Sub-21: 2015

### Prêmios individuais
- Equipe do torneio do Campeonato Europeu Sub-21 de 2015[3]